# Jacques Chaurand
Pour les articles homonymes, voir Chaurand.
Jacques Chaurand  (10 mars 1924, Marle, Aisne - 8 octobre 2009, Cires-lès-Mello, Oise) est un historien de la langue française et un médiéviste. Il a renouvelé en profondeur les méthodes de l’onomastique et la dialectologie françaises. Il a été le président de la Société française d'onomastique. Il a dirigé la doyenne des revues de linguistique française, Le français moderne.

## Biographie
Né à Marle en 1924, en Thiérache, d'un père inspecteur aux dommages de guerre, il effectue ses études secondaires au lycée de Laon, en Picardie, de 1934 à 1939, puis les termine au lycée du Puy-en-Velay, à la suite de l'invasion allemande.
En 1954, il devient professeur agrégé au lycée de Saint-Quentin, dans son département natal de l'Aisne, entre Laon et Marle. Puis en 1958, il devient assistant puis maître-assistant à la Sorbonne, jusqu'en 1966. Il est ensuite professeur à l’Université de Reims jusqu'en 1971, tout en effectuant sa thèse de doctorat sur les parlers de la Thiérache et du Laonnois (1968), avec comme thèse secondaire une édition de conte du XIIIe s., Fou.
Sa thèse de doctorat renouvelle  la conception et les méthodes de l’onomastique et la dialectologie. Il n'est plus question pour Jacques Chaurand d'étudier un vocabulaire sanctuarisé dans la mémoire de témoins âgés, mais de mettre en exergue la dynamique d'évolution des langues, la notion de mélange linguistique, et « la pénétration du langage régional par le français ».
En 1968, à La Rochelle, il épouse  Thérèse Soleille, sœur du général Roger Soleille et petite-fille de l'armateur René Maubaillarcq.
De 1971 à 1989, il devient professeur à l’Université de Paris XIII. Son ouvrage, Introduction à la dialectologie française, aux  éditions Bordas, constitue pendant plusieurs décennies un document de référence pour les étudiants et les jeunes chercheurs travaillant sur les variétés régionales de la langue, contemporaine ou plus ancienne,.
Reprenant et actualisant les travaux de Ferdinand Brunot, il est également l'auteur de plusieurs ouvrages sur l'histoire de la langue française, notamment dès 1969 pour la collection Que sais-je ?, et trente ans plus tard en 1999 aux éditions du Seuil. Pierre Lepape, commentant cette publication de 1999, en retient que cette langue française, loin d'être la victime des temps modernes ne se porte pas mal, malgré la domination internationale de la langue anglaise, et citant Jacques Chaurand : « Si le français avait gagné le marché des échanges linguistiques, il aurait dû en payer le prix et sacrifier ce qui n'est pas strictement utilitaire et passe-partout. Il aurait perdu ses difficultés, ses conjugaisons, ses subtilités et ses nuances. Le monde aurait parlé petit-nègre, petit-français. ».
Jacques Chaurand a été fait professeur émérite des universités. Il a été également le président de la Société française d'Onomastique, et a dirigé la doyenne des revues de linguistique française, Le français moderne. Le 4 décembre 2012, il est l'une des trois grandes figures de l'onomastique française auxquelles une conférence a été consacrée par les Archives nationales.

## Principaux ouvrages
- Histoire de la langue française, PUF, dans la collection Que sais-je ?, Paris, 1969, et nombreuses rééditions.
- Introduction à la dialectologie française, Bordas, Paris, 1972.
- Introduction à l’histoire du vocabulaire français, Bordas, Paris, 1977.
- La représentation d’un village vellave au XIXe siècle d’après La Béate d’André Giron (1884) : in Cahiers de la Haute-Loire 1980, Le Puy-en-Velay, Cahiers de la Haute-Loire, 1980 (lire en ligne)
- Les Parlers et les hommes, 2 vol., SPM, Paris, 1992 [recueil de ses principaux articles, lors de son accession à l'éméritat].
- Nouvelle histoire de la langue française, Seuil, Paris, 1999 (directeur de publication).
- Noms de lieux de Picardie, Éditions Bonneton, Paris, 2000 (avec Maurice Lebègue).
- Directeur ou codirecteur des revues Le Français moderne et Nouvelle revue d’Onomastique (NRO).

## Quelques articles récents
- « L’ordre déterminant-déterminé dans la microtoponymie thiérachienne », ABDO (Association bourguignonne de dialectologie et d'onomastique) 1992.
- « Végétation arbustive et genre grammatical », Dialectologie et littérature du domaine d’Oïl occidental, Colloque de Blois-Seillac 1994, ABDO 1995.
- « Apports et enseignements de l’indicateur routier de Macquenoise », NRO (Nouvelle revue d'onomastique) 1992, p. 33-52.
- « Le nom régional du hêtre et du cessier ou merisier », NRO 1995, p. 109-117.
- « Le nom du sureau dans l’Est picard : polyphonie des études dialectales et toponymiques » NRO, 2000, p. 26-33.
- « Le dialecte langage de la parodie – L’Alside de Jean-Noël Carion », Bibliothèque de l’École des Chartes, t.159, janvier–juin 2001, Librairie Droz, Paris-Genève.

## Hommages
- Mélanges d'Histoire de la Langue française, de Dialectologie et d'Onomastique offerts au Professeur Jacques Chaurand, textes réunis par Michel Tamine, in Parlure no 7-10, Institut Charles-Bruneau, Charleville-Mézières, 1995, 468 p.